# El Colegio
El Colegio è un comune della Colombia facente parte del dipartimento di Cundinamarca.
Il centro abitato venne fondato da Cristóbal de Torres nel 1653.